# Per Pettersson (konstnär)
Per Gustav Vilhelm Pettersson, född 17 juli 1925 i Norrköping, död 12 september 2014 i Helgeands församling i Lund, var en svensk bildkonstnär och textilkonstnär.
Pettersson var som konstnär autodidakt.
Bland hans offentliga arbeten märks bland annat ridåer för Avenybiograferna i Norrköping, vävnad för Östgötabankens huvudkontor i Norrköping, en polykrom järnrelief till Hälsovårdscentralen Kannan i Norrköping, textil och trärelief till Utterbergsskolan i Kolmården, textil för Högseröds församlingshem och LO-sektionens jubileumsgåva till Norrköpings kommun. Tillsammans med Lolo Holmquist och Magnus Rimling bildade han arbetsgruppen Tema som svarade för samt ansvarade för konstnärlig och aktivering av korridorerna vid Regionsjukhuset i Linköping.
Pettersson är representerad vid Statens konstråd, Jönköpings läns landsting, Östergötlands läns landsting, Linköpings kommun och Norrköpings kommun.